# Frederick Chamier

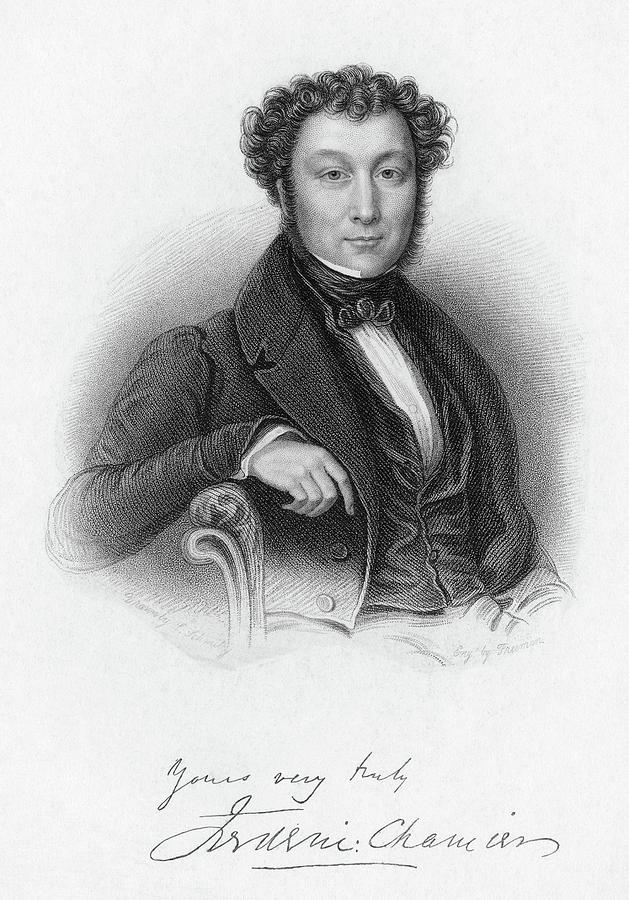
Frederick Chamier

Frederick Chamier, född 1796, död den 1 november 1870, var en engelsk författare. 
Chamier skrev memoarer, den historiska romanen Count Königsmark (1845) samt ett stort antal populära sjöromaner i Marryats stil, däribland Life of a Sailor (1832), Ben Brace (1836), Jack Adams (1838) och Tom Bowling (1841).